# Ришарлисон (футболист, 1997)
Риша́рлисон де Андра́де (порт.-браз. Richarlison de Andrade; род. 10 мая 1997, Нова-Венесия, Эспириту-Санту), или же просто Риша́рлисон (порт.-браз. Richarlison; бразильский португальский: [ʁiˈʃaʁl(i)sõ]) — бразильский футболист. Выступает на позициях центрального нападающего и крайнего нападающего. Игрок клуба «Тоттенхэм Хотспур» и национальной сборной Бразилии.
Является выпускником академии «Америка Минейро». В 2015 году дебютировал в основном составе в поединке бразильской Серии B против «Можи-Мирин». В этом же матче забил победный гол. В разгар следующего сезона оказался в «Флуминенсе», провел первые матчи в Серии А и забил гол в ворота «Фламенго». Проведя в этой команде 67 матчей, Ришарлисон оказался в английском «Уотфорде» за 12,5 миллионов евро. Сходу смог заявить о себе в английском чемпионате, забив гол уже во втором матче против «Борнмута». Спустя один сезон перебрался в другой английский клуб — «Эвертон», за который выступал на протяжении четырёх сезонов. Летом 2022 года перешёл в ещё один английский клуб — «Тоттенхэм Хотспур».

## Клубная карьера
На юношеском уровне Ришарлисон сменил достаточно много коллективов, пока в 17 лет не попал в «Америка Минейро». 5 июля 2015 года в матче против «Можи-Мирин» он дебютировал в бразильской Серии B. В этом же поединке Ришарлисон забил свой первый гол за клуб. По итогам отыграл один сезон в чемпионате Серии B, забив 9 голов в 24 встречах.
В конце сезона 2015 года подписал пятилетний контракт с «Флуминенсе». Сумма трансфера составила 2,3 миллиона долларов. Первое время помогал молодежной команде выступать в бразильской Примейре, отметившись восемью голами в 12 встречах. Свой шанс в основе получил в мае, выйдя на поле в матче против своего бывшего клуба «Америка Минейро». Свой первый гол забил 26 июня, принеся победу над «Фламенго» (2:1). Своих лучших результатов в Бразилии Ришарлисон добился на молодёжном и региональном уровнях. С командой «Флуминенсе» до 21 года стал победителем Примейры в 2016 году, а через год выиграл Кубок штата Рио-де-Жанейро.
Ришарлисон провёл за все время выступления за «Флуминенсе» 67 матчей, в которых забил 19 голов.

### «Уотфорд»

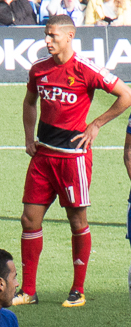
Ришарлисон в составе «Уотфорда»

8 августа 2017 года Ришарлисон перешел в английский «Уотфорд», подписав контракт сроком на пять лет. Сумма трансфера составила около 12,5 млн евро. Тем летом основным претендентом на игрока считался «Челси», который вел переговоры с мая. Столь высокая сумма трансфера также была нужна для того, чтобы убедить специальную комиссию дать добро на регистрацию перспективного бразильца, не проведшего ни единого матча за взрослую сборную Бразилии. В одном из первых интервью Ришарлисон дал понять, что не собирается надолго задерживаться в «Уотфорде», а его мечта — играть в дортмундской «Боруссии». 12 августа в матче против «Ливерпуля» он дебютировал в английской Премьер-лиге. Через неделю в поединке против «Борнмута» Ришарлисон забил свой первый гол за «Уотфорд». Сентябрь Ришарлисон завершил двумя голами и одной голевой передачей в трех матчах, принеся своей команде ещё четыре очка. К середине октября «Уотфорд» поднялся на пятое место в турнирной таблице, однако затем его результаты начали ухудшаться. Ришарлисон при этом продолжал показывать великолепную игру, завершив первый круг с 5 голами и 7 голевыми передачами. Бразильца снова начали связывать с «Челси», который к декабрю стал испытывать серьезные проблемы с атакой. После ухода главного тренера Марку Силвы слухи о возможной продаже Ришарлисона лишь усилились, однако клуб не собирался отпускать своего лидера, установив на него цену в 50 миллионов фунтов. Игрок остался в «Уотфорде» и 5 февраля помог разгромить свой команде «Челси» (4:1). В той встрече он провёл 65 минут, голевыми действиями не отметился, но заработал удаление Тьемуэ Бакайоко и снова стал лидером по количеству обводок и проникающих передач.

### «Эвертон»
24 июля 2018 года Ришарлисон перешёл в «Эвертон», подписав контракт на пять лет. Сумма трансфера, по информации СМИ, составила 35 миллионов фунтов с возможными бонусами в размере до 15 миллионов. Главной причиной отказа «Челси» и «Манчестер Юнайтед» игрок назвал желание поиграть под руководством Марку Силвы, с которым он уже работал в «Уотфорде». 11 августа в матче против «Вулверхэмптон Уондерерс» Ришарлисон дебютировал в составе «Эвертона» и сразу же отличился двумя забитыми голами. С первого же дня в «Эвертоне», Ришарлисон стал играть ключевую роль в команде, забив за первый сезон в АПЛ 13 голов и отдав 3 результативных передачи. Таким образом, вместе с Гильфи Сигурдссоном он стал лучшим бомбардиром команды в сезоне.
3 декабря 2019 года продлил контракт с «Эвертоном» до конца сезона 2023/24. В сезоне 2019/20 вновь стал лучшим бомбардиром команды с 13 забитыми мячами, разделив лидерство по этому показателю с Домиником Калвертом-Льюиным. 20 сентября 2020 года было объявлено, что Ришарлисон был признан лучшим игроком «Эвертона» в сезоне 2019/20.
Сезон 2020/21 получился для бразильца менее результативным: он забил в ворота соперников «Эвертона» семь голов в чемпионате Англии. Один из этих голов был забит в мерсисайдском дерби против «Ливерпуля» на «Энфилде» и положил начало первой гостевой победе «Эвертона» над соперниками по городу с 1999 года (2:0).
В сезоне 2021/22 с десятью голами Ришарлисон третий раз за четыре сезона в клубе стал лучшим бомбардиром клуба в АПЛ.

### «Тоттенхэм Хотспур»
1 июля 2022 года о переходе Ришарлисона официально объявил английский футбольный клуб «Тоттенхэм Хотспур». Футболист подписал с новым клубом контракт сроком до 2027 года. Сумма сделки официально не объявлялась. По сообщениям СМИ, переход бразильца обошёлся лондонскому клубу примерно в 50 миллионов фунтов стерлингов, а ещё 10 миллионов «Эвертон» может получить в виде бонусов.

## Карьера в сборной
В 2017 году Ришарлисон в составе молодёжной сборной Бразилии принял участие в молодёжном чемпионате Южной Америки в Эквадоре. На турнире он сыграл в матчах против команд Чили, Парагвая, Колумбии, Аргентины, Венесуэлы, Уругвая и дважды Эквадора. В поединках против аргентинцев, и парагвайцев Ришарлисон забил по голу.
8 сентября 2018 года в товарищеском матче против сборной США Ришарлисон дебютировал за сборную Бразилии. 12 сентября в товарищеском матче против сборной Сальвадора он сделал «дубль», забив свои первые голы за национальную команду.
В середине 2019 года Ришарлисон был приглашён в сборную для участия в Кубке Америки, который состоялся в Бразилии. В финале против Перу на 90-й минуте матча с пенальти забил третий гол своей сборной, а его команда в итоге одержала победу и завоевала трофей.
24 ноября 2022 года в своем дебютном матче на чемпионате мира в Катаре Ришарлисон сделал дубль в ворота сборной Сербии (2:0), особенно эффектным получился второй мяч, забитый ударом в падении «ножницами». 5 декабря в матче 1/8 финала с передачи Тиаго Силвы Ришарлисон забил один из мячей бразильцев в ворота сборной Республики Корея (4:1).

## Личная жизнь
9 августа 2015 года Ришарлисон подписал трехлетнюю спонсорскую сделку с американской компанией Nike.

## Статистика выступлений

### Клубная
| Выступление       | Выступление      | Выступление      | Лига | Лига | Кубок | Кубок | Кубок лиги | Кубок лиги | Континент. | Континент. | Прочие | Прочие | Итого | Итого |
| Клуб              | Лига             | Сезон            | Игры | Голы | Игры  | Голы  | Игры       | Голы       | Игры       | Голы       | Игры   | Голы   | Игры  | Голы  |
| ----------------- | ---------------- | ---------------- | ---- | ---- | ----- | ----- | ---------- | ---------- | ---------- | ---------- | ------ | ------ | ----- | ----- |
| Америка Минейро   | Серия B          | 2015             | 24   | 9    | 0     | 0     | 0          | 0          | 0          | 0          | 0      | 0      | 24    | 9     |
| Америка Минейро   | Итого            | Итого            | 24   | 9    | 0     | 0     | 0          | 0          | 0          | 0          | 0      | 0      | 24    | 9     |
| Флуминенсе        | Серия А          | 2016             | 28   | 4    | 3     | 0     | 0          | 0          | 0          | 0          | 0      | 0      | 31    | 4     |
| Флуминенсе        | Серия А          | 2017             | 14   | 5    | 6     | 0     | 0          | 0          | 4          | 2          | 12     | 8      | 36    | 15    |
| Флуминенсе        | Итого            | Итого            | 42   | 9    | 9     | 0     | 0          | 0          | 4          | 2          | 12     | 8      | 67    | 19    |
| Уотфорд           | Премьер-лига     | 2017/18          | 38   | 5    | 2     | 0     | 1          | 0          | 0          | 0          | 0      | 0      | 41    | 5     |
| Уотфорд           | Итого            | Итого            | 38   | 5    | 2     | 0     | 1          | 0          | 0          | 0          | 0      | 0      | 41    | 5     |
| Эвертон           | Премьер-лига     | 2018/19          | 35   | 13   | 2     | 1     | 1          | 0          | 0          | 0          | 0      | 0      | 38    | 14    |
| Эвертон           | Премьер-лига     | 2019/20          | 36   | 13   | 1     | 0     | 4          | 2          | 0          | 0          | 0      | 0      | 41    | 15    |
| Эвертон           | Премьер-лига     | 2020/21          | 34   | 7    | 3     | 3     | 3          | 3          | 0          | 0          | 0      | 0      | 40    | 13    |
| Эвертон           | Премьер-лига     | 2021/22          | 30   | 10   | 3     | 1     | 0          | 0          | 0          | 0          | 0      | 0      | 33    | 11    |
| Эвертон           | Итого            | Итого            | 135  | 43   | 9     | 5     | 8          | 5          | 0          | 0          | 0      | 0      | 152   | 53    |
| Тоттенхэм Хотспур | Премьер-лига     | 2022/23          | 27   | 1    | 1     | 0     | 1          | 0          | 6          | 2          | 0      | 0      | 35    | 3     |
| Тоттенхэм Хотспур | Премьер-лига     | 2023/24          | 28   | 11   | 2     | 0     | 1          | 1          | 0          | 0          | 0      | 0      | 31    | 12    |
| Тоттенхэм Хотспур | Премьер-лига     | 2024/25          | 15   | 4    | 0     | 0     | 2          | 0          | 7          | 1          | 0      | 0      | 24    | 5     |
| Тоттенхэм Хотспур | Премьер-лига     | 2025/26          | 1    | 2    | 0     | 0     | 0          | 0          | 1          | 0          | 0      | 0      | 2     | 2     |
| Тоттенхэм Хотспур | Итого            | Итого            | 71   | 18   | 3     | 0     | 4          | 1          | 14         | 3          | 0      | 0      | 92    | 22    |
| Всего за карьеру  | Всего за карьеру | Всего за карьеру | 310  | 84   | 23    | 5     | 13         | 6          | 18         | 5          | 12     | 8      | 376   | 108   |

### Международная
| Сборная          | Сезон            | Товарищеские | Товарищеские | Официальные | Официальные | Итого | Итого |
| Сборная          | Сезон            | Игры         | Голы         | Игры        | Голы        | Игры  | Голы  |
| ---------------- | ---------------- | ------------ | ------------ | ----------- | ----------- | ----- | ----- |
| Бразилия         |                  |              |              |             |             |       |       |
| 2018             | 6                | 3            | 0            | 0           | 6           | 3     |       |
| 2019             | 10               | 2            | 3            | 1           | 13          | 3     |       |
| 2020             | 0                | 0            | 4            | 2           | 4           | 2     |       |
| 2021             | 0                | 0            | 9            | 2           | 9           | 2     |       |
| 2022             | 4                | 4            | 6            | 6           | 10          | 10    |       |
| 2023             | 2                | 0            | 4            | 0           | 6           | 0     |       |
| Всего за карьеру | Всего за карьеру | 22           | 9            | 26          | 11          | 48    | 20    |

### Матчи за сборную
| №  | Дата             | Оппонент          | Счёт           | Голы | Карточки     | Минуты | Соревнование             |
| -- | ---------------- | ----------------- | -------------- | ---- | ------------ | ------ | ------------------------ |
| 1  | 7 сентября 2018  | США               | 2:0            | —    | —            | 15'    | Товарищеский матч        |
| 2  | 11 сентября 2018 | Сальвадор         | 5:0            | 2    | —            | 54'    | Товарищеский матч        |
| 3  | 12 октября 2018  | Саудовская Аравия | 2:0            | —    | —            | 18'    | Товарищеский матч        |
| 4  | 16 октября 2018  | Аргентина         | 1:0            | —    | —            | 25'    | Товарищеский матч        |
| 5  | 16 ноября 2018   | Уругвай           | 1:0            | —    | —            | 23'    | Товарищеский матч        |
| 6  | 20 ноября 2018   | Камерун           | 1:0            | 1    | —            | 82'    | Товарищеский матч        |
| 7  | 23 марта 2019    | Панама            | 1:1            | —    | Предупреждён | 90'    | Товарищеский матч        |
| 8  | 26 марта 2019    | Чехия             | 3:1            | —    | Предупреждён | 63'    | Товарищеский матч        |
| 9  | 5 июня 2019      | Катар             | 2:0            | 1    | —            | 63'    | Товарищеский матч        |
| 10 | 9 июня 2019      | Гондурас          | 7:0            | 1    | —            | 90'    | Товарищеский матч        |
| 11 | 14 июня 2019     | Боливия           | 3:0            | —    | —            | 84'    | Кубок Америки 2019       |
| 12 | 18 июня 2019     | Венесуэла         | 0:0            | —    | —            | 45'    | Кубок Америки 2019       |
| 13 | 7 июля 2019      | Перу              | 3:1            | 1    | Предупреждён | 15'    | Кубок Америки 2019       |
| 14 | 6 сентября 2019  | Колумбия          | 2:2            | —    | —            | 84'    | Товарищеский матч        |
| 15 | 10 сентября 2019 | Перу              | 0:1            | —    | —            | 74'    | Товарищеский матч        |
| 16 | 10 октября 2019  | Сенегал           | 1:1            | —    | —            | 18'    | Товарищеский матч        |
| 17 | 13 октября 2019  | Нигерия           | 1:1            | —    | —            | 45'    | Товарищеский матч        |
| 18 | 15 ноября 2019   | Аргентина         | 0:1            | —    | —            | 19'    | Товарищеский матч        |
| 19 | 19 ноября 2019   | Республика Корея  | 3:0            | —    | —            | 90'    | Товарищеский матч        |
| 20 | 9 октября 2020   | Боливия           | 5:0            | —    | —            | 20'    | Отборочные матчи ЧМ 2022 |
| 21 | 13 октября 2020  | Перу              | 4:2            | 1    | —            | 90'    | Отборочные матчи ЧМ 2022 |
| 22 | 13 ноября 2020   | Венесуэла         | 1:0            | —    | —            | 76'    | Отборочные матчи ЧМ 2022 |
| 23 | 17 ноября 2020   | Уругвай           | 2:0            | 1    | Предупреждён | 70'    | Отборочные матчи ЧМ 2022 |
| 24 | 4 июня 2021      | Эквадор           | 2:0            | 1    | —            | 89'    | Отборочные матчи ЧМ 2022 |
| 25 | 8 июня 2021      | Парагвай          | 2:0            | —    | —            | 82'    | Отборочные матчи ЧМ 2022 |
| 26 | 13 июня 2021     | Венесуэла         | 3:0            | —    | —            | 65'    | Кубок Америки 2021       |
| 27 | 17 июня 2021     | Перу              | 4:0            | 1    | —            | 45'    | Кубок Америки 2021       |
| 28 | 23 июня 2021     | Колумбия          | 2:1            | —    | —            | 77'    | Кубок Америки 2021       |
| 29 | 27 июня 2021     | Эквадор           | 1:1            | —    | —            | 13'    | Кубок Америки 2021       |
| 30 | 2 июля 2021      | Чили              | 1:0            | —    | —            | 90'    | Кубок Америки 2021       |
| 31 | 5 июля 2021      | Перу              | 1:0            | —    | —            | 85'    | Кубок Америки 2021       |
| 32 | 10 июля 2021     | Аргентина         | 0:1            | —    | —            | 90'    | Кубок Америки 2021       |
| 33 | 24 марта 2022    | Чили              | 4:0            | 1    | —            | 15'    | Отборочные матчи ЧМ 2022 |
| 34 | 29 марта 2022    | Боливия           | 4:0            | 2    | —            | 90'    | Отборочные матчи ЧМ 2022 |
| 35 | 2 июня 2022      | Республика Корея  | 5:1            | 1    | —            | 71'    | Товарищеский матч        |
| 36 | 6 июня 2022      | Япония            | 1:0            | —    | —            | 19'    | Товарищеский матч        |
| 37 | 23 сентября 2022 | Гана              | 3:0            | 2    | —            | 63'    | Товарищеский матч        |
| 38 | 27 сентября 2022 | Тунис             | 5:1            | 1    | Предупреждён | 45'    | Товарищеский матч        |
| 39 | 24 ноября 2022   | Сербия            | 2:0            | 2    | —            | 79'    | Финальные матчи ЧМ 2022  |
| 40 | 28 ноября 2022   | Швейцария         | 1:0            | —    | —            | 73'    | Финальные матчи ЧМ 2022  |
| 41 | 5 декабря 2022   | Республика Корея  | 4:1            | 1    | —            | 90'    | Финальные матчи ЧМ 2022  |
| 42 | 9 декабря 2022   | Хорватия          | 1:1 (пен. 2:4) | —    | —            | 84'    | Финальные матчи ЧМ 2022  |
| 43 | 17 июня 2023     | Гвинея            | 4:1            | —    | —            | 83'    | Товарищеский матч        |
| 44 | 20 июня 2023     | Сенегал           | 2:4            | —    | —            | 57'    | Товарищеский матч        |
| 45 | 8 сентября 2023  | Боливия           | 5:1            | —    | —            | 71'    | Отборочные матчи ЧМ 2026 |
| 46 | 12 сентября 2023 | Перу              | 1:0            | —    | —            | 64'    | Отборочные матчи ЧМ 2026 |
| 47 | 12 октября 2023  | Венесуэла         | 1:1            | —    | Предупреждён | 59'    | Отборочные матчи ЧМ 2026 |
| 48 | 17 октября 2023  | Уругвай           | 0:2            | —    | —            | 45'    | Отборочные матчи ЧМ 2026 |

Итого: 48 матчей / 20 голов; 35 побед, 8 ничьих, 5 поражений.

## Достижения

### Командные
«Тоттенхэм Хотспур»
- Победитель Лиги Европы УЕФА: 2024/25

Сборная Бразилии
- Обладатель Кубка Америки: 2019
- Финалист Кубка Америки: 2021
- Чемпион Олимпийских игр: 2020

### Личные
- Игрок года ФК «Эвертон»: 2019/20
- Лучший бомбардир Олимпийских игр: 2020
- Автор лучшего гола чемпионата мира: 2022